# زوتکمپ
زوتکمپ (به هلندی: Zoutkamp) یک منطقهٔ مسکونی در هلند است که در ده‌مارنه واقع شده‌است. زوتکمپ ۱٬۲۱۵ نفر جمعیت دارد.